# LG webOS
LG webOS, znany jako webOS TV lub webOS OSE – system operacyjny przeznaczony dla inteligentnych urządzeń domowych, takich jak smart TV, rozwijany przez przedsiębiorstwo LG.

## Historia

### Początek dystrybucji
Oprogramowanie stworzone przez firmę Palm zostało zaprezentowane na targach Consumer Electronics Show w Las Vegas 8 stycznia 2009 i trafiło do sprzedaży wraz ze smartfonem Palm Pre 6 czerwca 2009. Po przejęciu upadającego Palma przez Hewlett-Packard w 2010 roku, opracowano platformę webOS jako uniwersalny system dla wszystkich urządzeń HP. Pod koniec 2011 roku HP sprzedało dział związany z Palmem i ogłosiło wydanie platformy na otwartej licencji.

### Przejęcie przez LG
W lutym 2013 roku firma LG ogłosiła przejęcie od HP kodu źródłowego systemu oraz patentów z nim związanych. Koreański koncern wykorzystuje oprogramowanie w rozwiązaniach typu „Smart TV”.
W marcu 2018 roku opublikowano nową wersję oprogramowania - webOS Open Source Edition.

## Cechy
webOS został zaprojektowany do użytku przy pomocy ekranu dotykowego i graficznego interfejsu użytkownika. Korzysta z technologii takich jak HTML 5, JavaScript i CSS. Wykorzystywany silnik internetowy to WebKit, z wyłączeniem systemowych aplikacji przeglądarkowych opartych na Chromium.